# 非洲黄嘴鸭
，是雁形目鸭科的一种鸟类。

## 特征
非洲黄嘴鸭体重约1008克，翼长约240.6毫米，嘴峰长约53.3毫米，喙宽度约18.7毫米，喙厚度约13.9毫米，跗蹠长约37.1毫米，尾长约96毫米。非洲黄嘴鸭是部分迁徙的鸟类，其栖息在开放的湖泊、沼泽等湿地环境中，食性为草食性，主要食物来源是水生植物。

## 亚种
- ：分布于从肯尼亚和乌干达到安哥拉和南非的地区；另在尼日利亚东部和喀麦隆中部也有分布（但后者不能确定属于本亚种）。
- ：分布于厄立特里亚、埃塞俄比亚和南苏丹东部到乌干达北部（现在可能已在当地灭绝）和肯尼亚北部。[4]